# Palaina rubella
Palaina rubella é uma espécie de gastrópode da família Diplommatinidae.
É endémica de Palau.